# Braak
Braak är en Gemeinde i Kreis Stormarn i det tyska förbundslandet Schleswig-Holstein. Braak, som för första gången omnämns i ett dokument från år 1256, har cirka 900 invånare.
Kommunen ingår i kommunalförbundet Amt Siek tillsammans med ytterligare fyra kommuner.